# Poteč
Obec Poteč se nachází v okrese Zlín ve Zlínském kraji, necelé 3 km severovýchodně od města Valašské Klobouky. Žije zde 751 obyvatel.

## Název
Vesnické jméno Poteč bylo původně mužského rodu a pravděpodobně bylo odvozeno od osobního jména Potek či Potec, což byly domácké podoby jména Póta nebo Poto, hláskových variant německého jména Boto. Význam místního jména byl "Potkův/Potcův majetek". Méně pravděpodobné je, že jméno bylo odvozeno od nějakého tvaru slovesa téci a označovalo polohu vsi u tekoucí vody – proti této možnosti svědčí, že by šlo o ojedinělý základ nemající obdobu jinde.

## Historie
První písemná zmínka o obci pochází z roku 1341. Z této doby je datována listina moravského markraběte Karla, který zde zmiňuje služby Ješka z Klobúku při založení a vystavění nových vesnic. Jednalo se o nynější Poteč a Valašské Klobouky.

## Pamětihodnosti
- Kaple
- Zvonice
- Pomník padlým v první světové válce
- Kaplička
- přírodní rezervace Ploščiny

## Fotogalerie

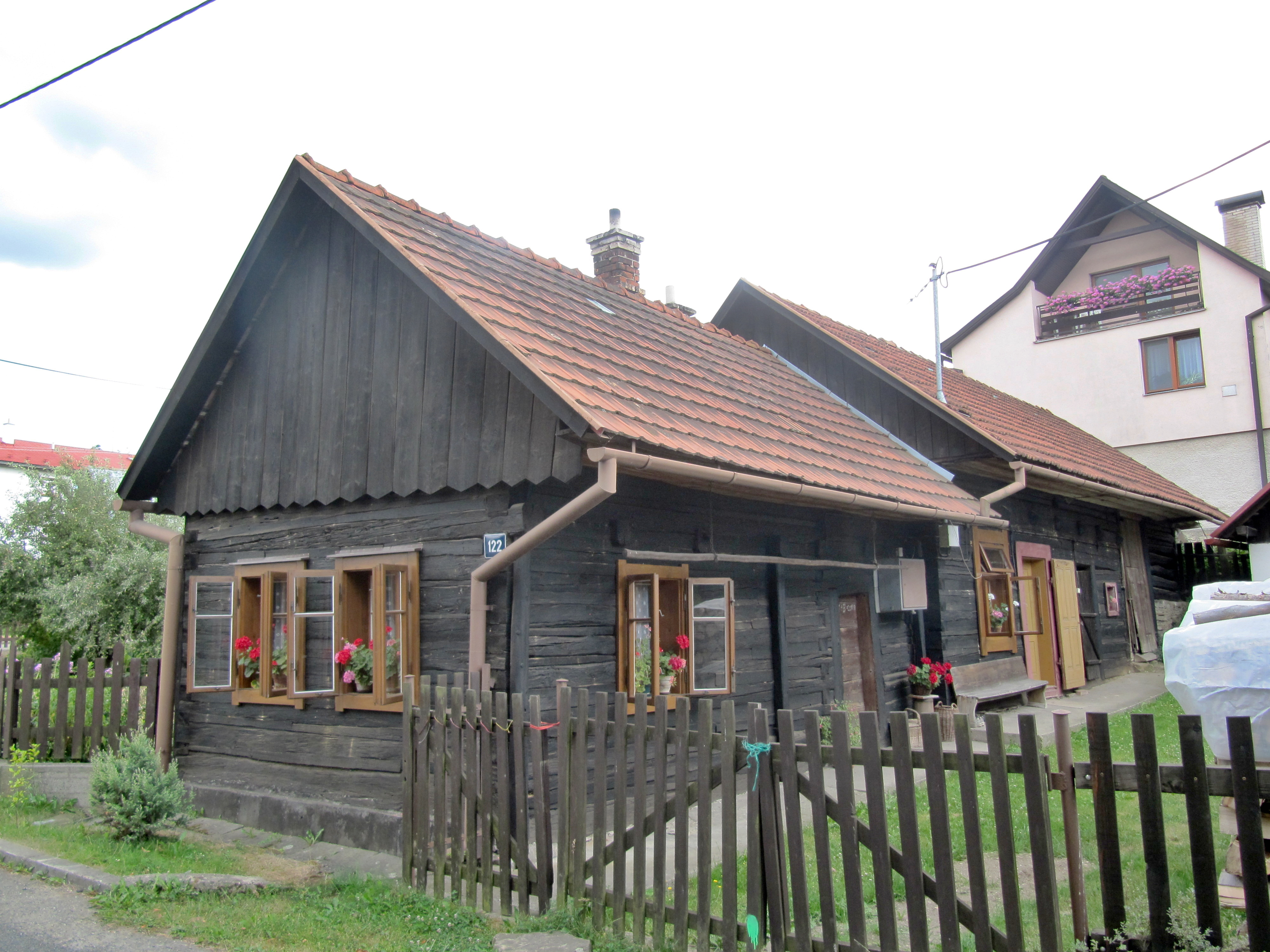
V obci se zachovala řada roubených domů z 19. století
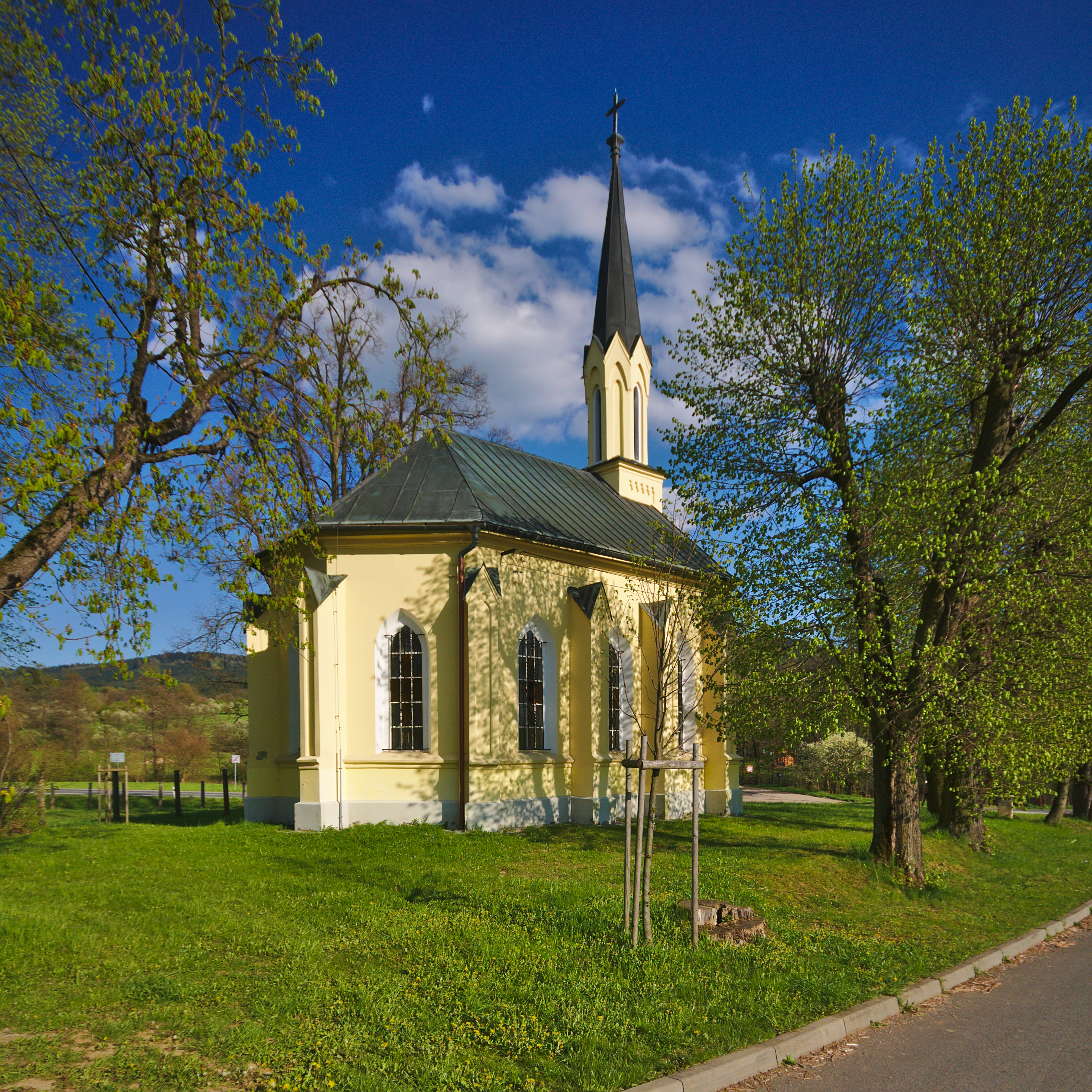
Kaple svatých Cyrila a Metoděje
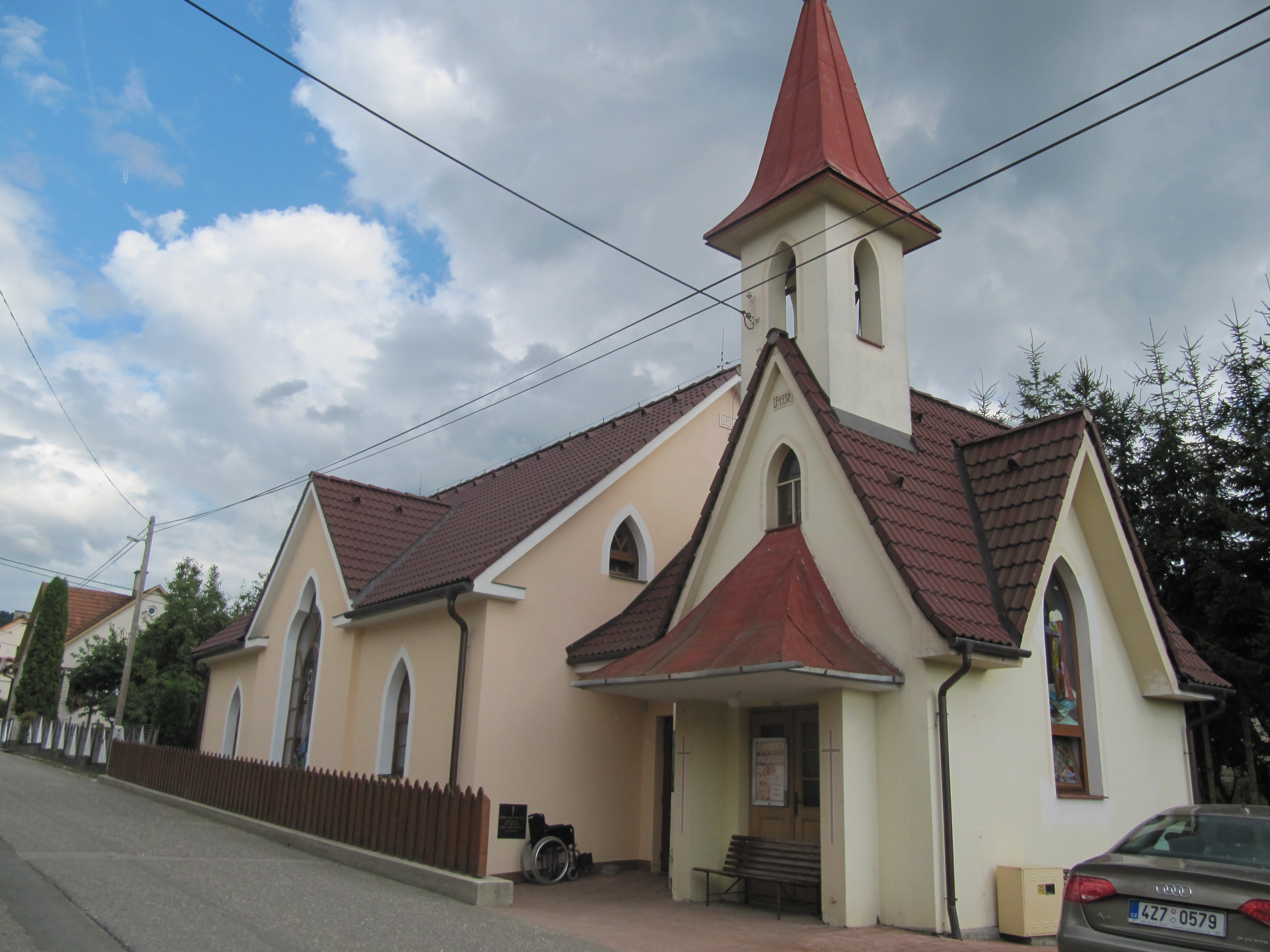
Kaple v obci
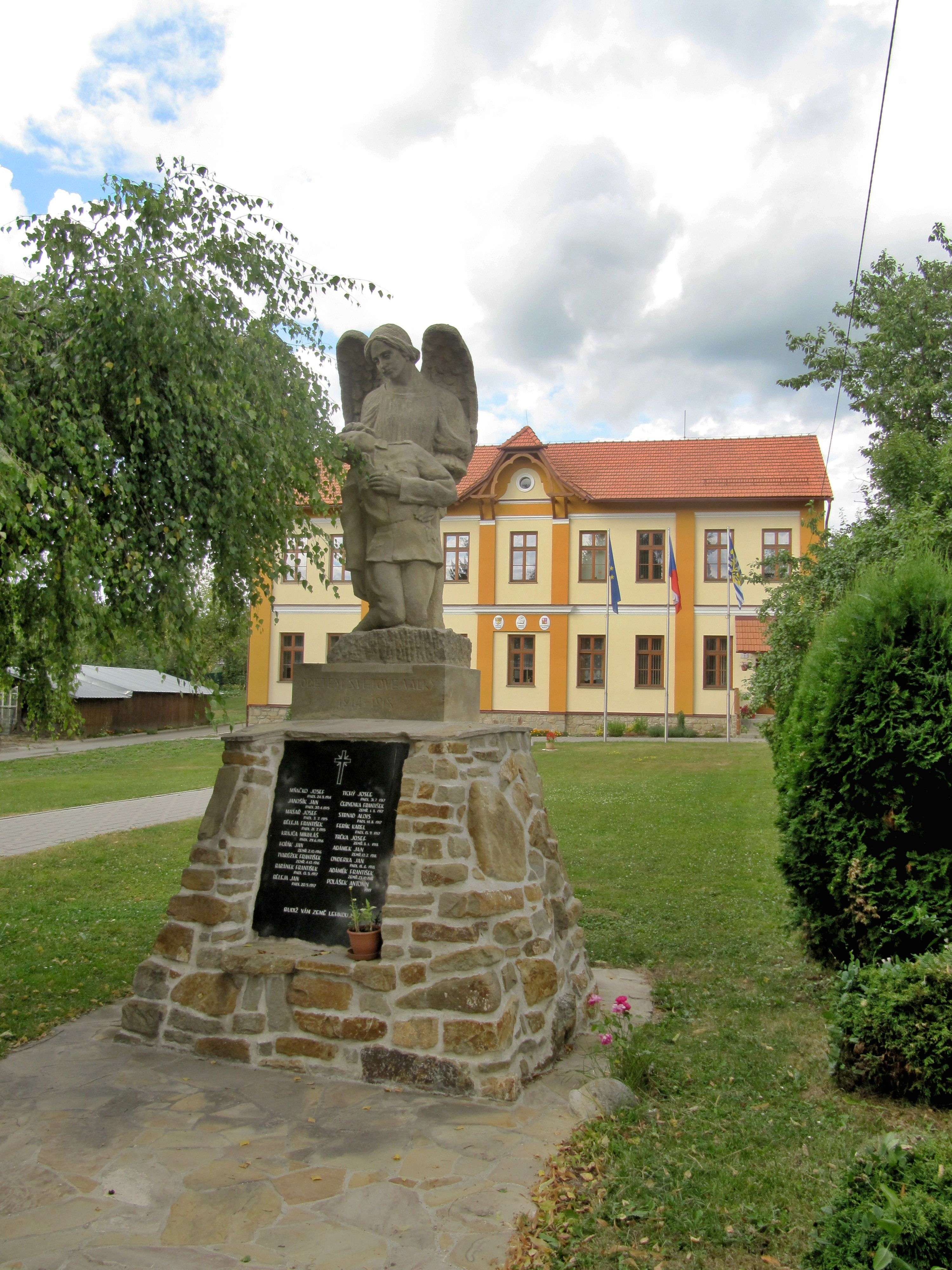
Pomník
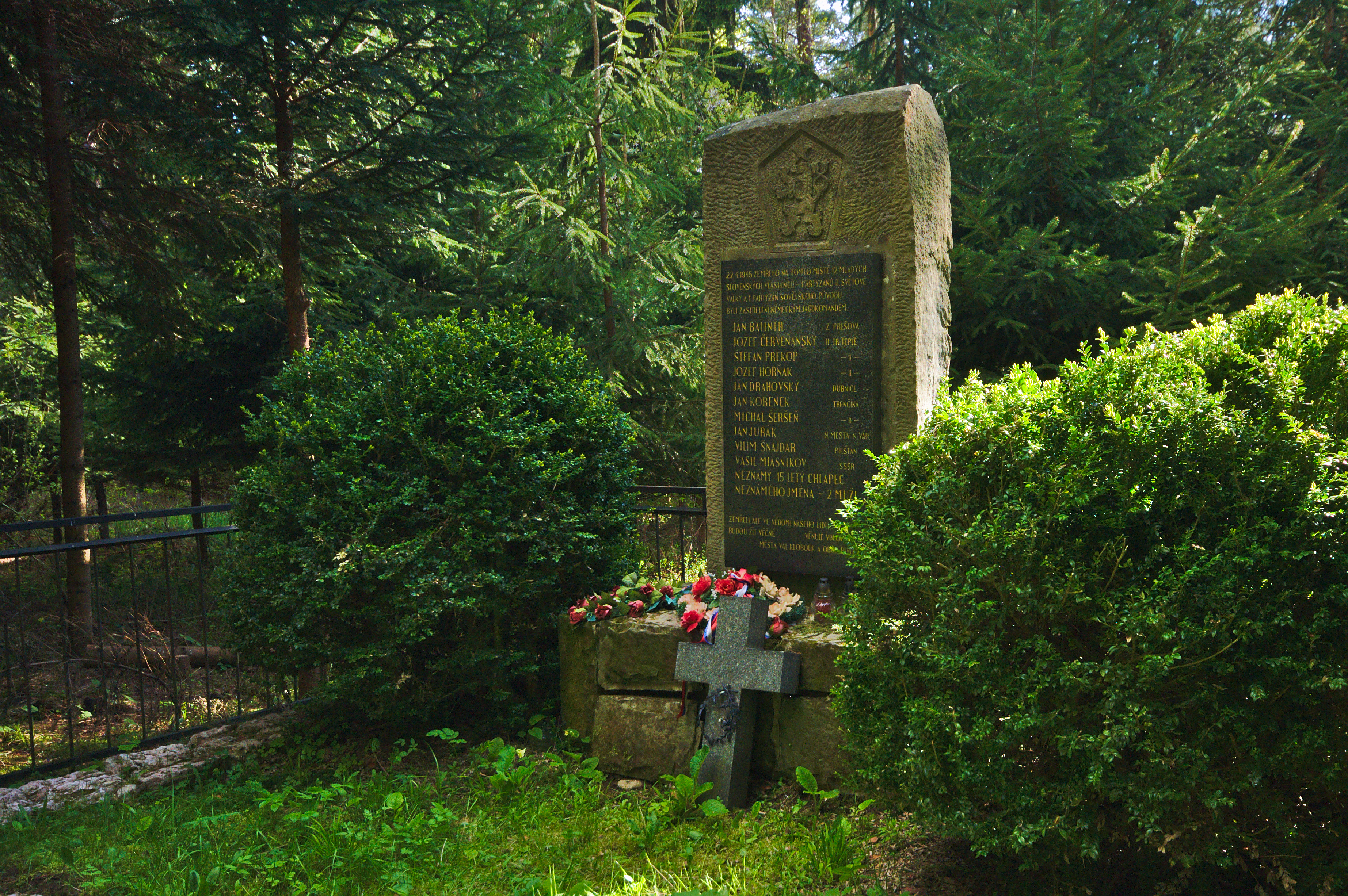
Pomník zastřeleným partyzánům v lese severozápadně od obce
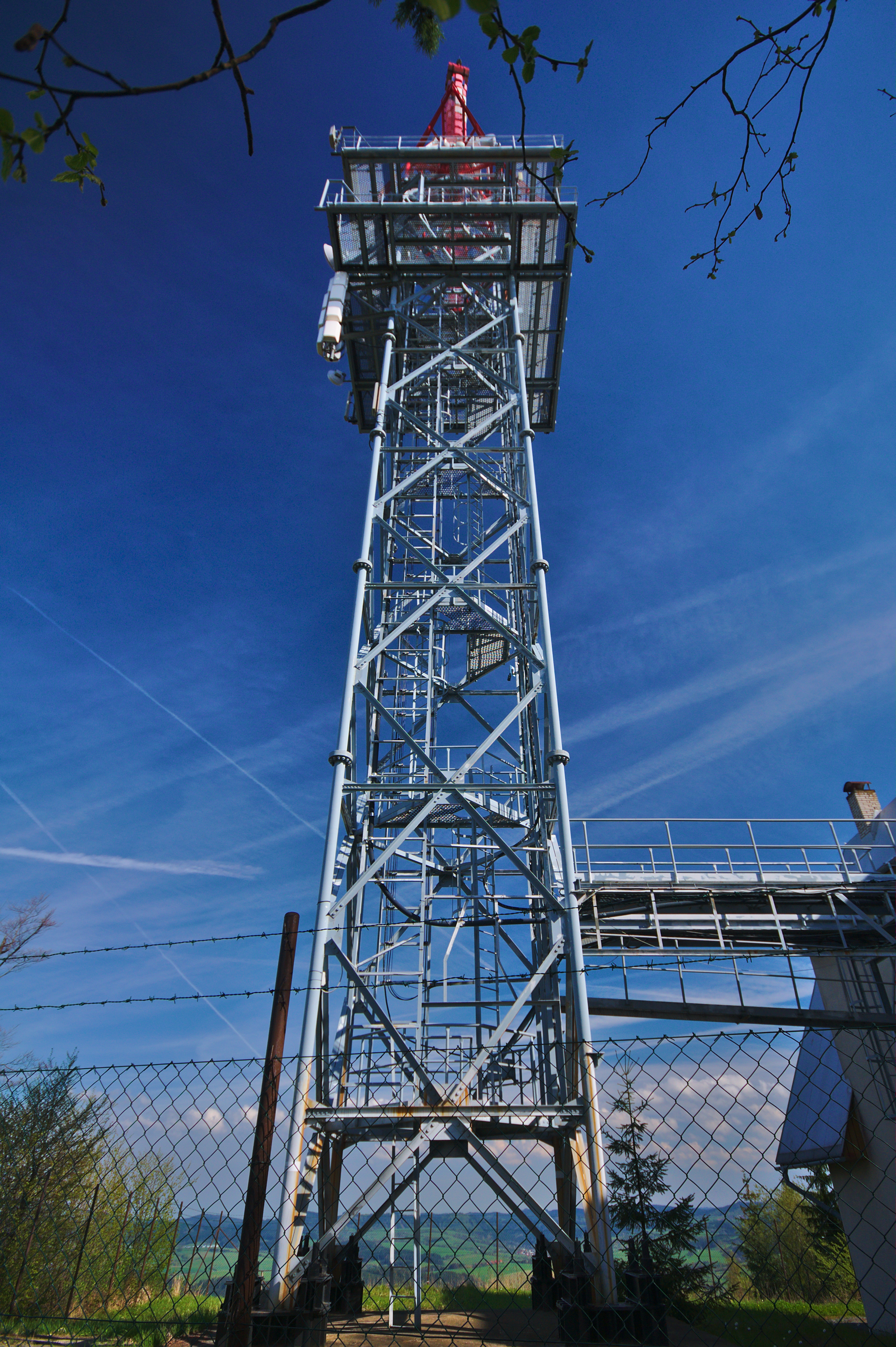
Televizní vysílač nad obcí
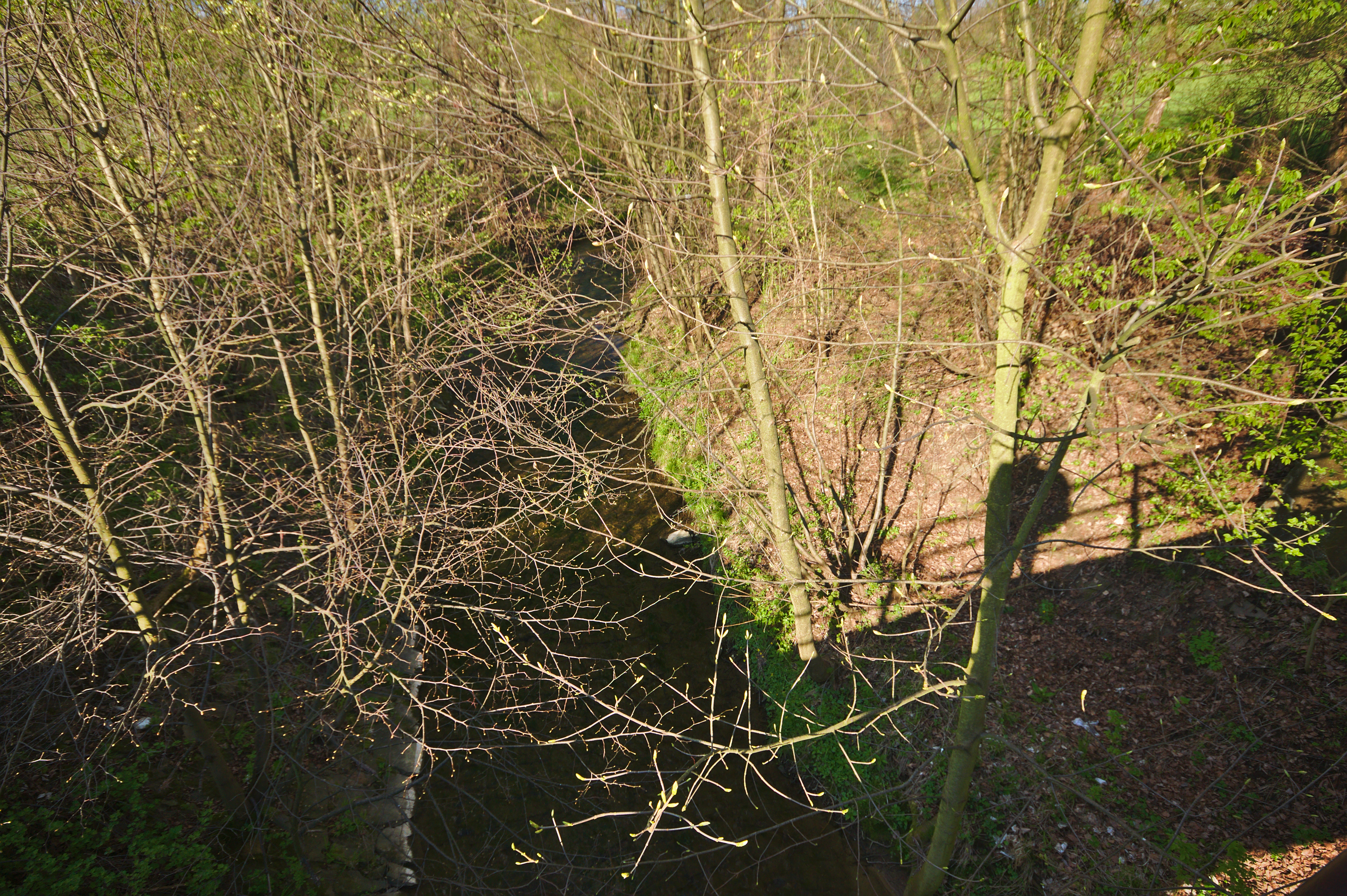
Říčka Brumovka v obci